# 加氏犬浣熊
加氏犬浣熊（Bassaricyon gabbii）是第一種發現的犬浣熊。牠們分佈在中美洲及南美洲。